# Nîjnobaranîkivka, Bilovodsk
Nîjnobaranîkivka (în ucraineană Нижньобараниківка) este o comună în raionul Bilovodsk, regiunea Luhansk, Ucraina, formată numai din satul de reședință.

## Demografie
Componența lingvistică a comunei Nîjnobaranîkivka
     Ucraineană (92,36%)
     Rusă (7,48%)
     Alte limbi (0,17%)
Conform recensământului din 2001, majoritatea populației comunei Nîjnobaranîkivka era vorbitoare de ucraineană (92,36%), existând în minoritate și vorbitori de rusă (7,48%).